# Brookland (Kent)
Pour les articles homonymes, voir Brookland.
Brookland est une localité du Royaume-Uni située dans le comté du Kent, district de Folkestone and Hythe.